# Acrachne
Acrachne – rodzaj roślin z rodziny wiechlinowatych (Poaceae). Obejmuje trzy gatunki występujące w strefie międzyzwrotnikowej Afryki, Azji i Australii.

## Systematyka
Pozycja według APweb (aktualizowany system APG IV z 2016)
Rodzaj z plemienia Cynodonteae i podrodziny Chloridoideae z rodziny wiechlinowatych (Poaceae) w obrębie jednoliściennych.
Wykaz gatunków
- Acrachne henrardiana (Bor) S.M.Phillips
- Acrachne perrieri (A.Camus) S.M.Phillips
- Acrachne racemosa (Heyne ex Roth) Ohwi